# Абу Бакр ас-Сиддик
Абу́ Ба́кр ас-Сидди́к Абдулла́х ибн Абу́ Куха́фа ат-Тайми́ аль-Кураши́ (араб. أَبُو بَكرٍ الصِّدِّيقُ عَبدُ اللهِ بنُ أَبِي قُحافَة التَّيمِيُّ القُرَشِيُّ‎; около 27 октября 573[…], Мекка — 23 августа 634, Медина) — арабский государственный, политический и военный деятель. Первый праведный халиф, правивший в 632—634 годах. Один из ближайших сподвижников пророка Мухаммеда и его тесть. После его смерти был избран халифом. Один из десяти обрадованных раем. Сунниты считают его лучшим из людей после пророков и посланников, самым верным и аскетическим из сподвижников пророка Мухаммеда. Проводил политику расширения границ халифата и исламского мира. Воевал с арабами, пытавшимися вернуться к язычеству, с Византией и Государством Сасанидов.

## Биография

### Имя и титул
Полное имя Абу́ Ба́кра было Абдулла́х ибн Усман  Абу Кухафа ибн Ами́р ибн Амр ибн Каа́б ибн Саа́д ибн Та́йм ибн Мурра́х ибн Каа́б ибн Луа́й ибн Гали́б ибн Фихр.
На арабском языке имя Абдулла́х означает «раб Аллаха». Одним из его первых титулов, предшествовавших его обращению в Ислам, было А́тик, что означает «спасённый». Позже Мухаммад повторил этот титул, когда сказал, что Абу Бакр — это «А́тик». Мухаммад так же называл его и — «Аль-Сидди́к» (правдивый) после того, как он поверил ему в случае Исры и Мираджа, когда как другие люди этого не сделали, Али несколько раз подтверждал этот титул. Сообщается, что он также упоминается в Коране как «второй из двух в пещере», в связи с событием хиджры, где вместе с Мухаммадом он спрятался в пещере в Джебель-Тауре от посланного за ними мекканского отряда

### Ранние годы
Абу Бакр родился в Мекке в 573 году (н. э) в богатой семье племени «Бану́ Тайм», племенной конфедерации курайшитов. Его отца звали Усма́н, и ему дали кунью «Абу́ Кухафа», а его матерью была «Са́лма бинт Саха́р», которой дали лакаб «Умм уль-Ха́йр».
Он провел свое раннее детство, как и другие арабские дети того времени, среди бедуинов, которые называли себя «Ахл-и-Ба́ир» — народ верблюдов, особые любители верблюдов. В ранние годы он играл с верблюжатами и козами, и его любовь к верблюдам принесла ему прозвище (кунья) «Абу́ Бакр» — отец верблюженка.
Как и другие дети богатых мекканских купеческих семей, Абу Бакр был грамотен и пристрастился к поэзии. Он посещал ежегодную ярмарку в Указе и участвовал в поэтических симпозиумах. У него была очень хорошая память, и он хорошо знал генеалогию арабских племен, их истории и их политику.
В сохранившихся материалах повествуется, что однажды, когда он был ребёнком, отец отвёл его к Каабе и попросил помолиться перед идолами. Когда отец Абу́ Куха́фа отлучился, Абу Бакр остался один. Обращаясь к идолу, Абу Бакр сказал: «О мой Бог, я нуждаюсь в красивой одежде, одари меня ею». Юноша остался без ответа. Затем он обратился к другому идолу со словами: «Боже, дай мне вкусной еды. Смотри, как я голоден». И на этот раз юноша не получил ответа. Это истощило терпение юного Абу Бакра. Он поднял камень и, обращаясь к идолу, сказал: «Вот я целюсь в тебя, если ты бог, береги себя». Абу Бакр швырнул камень в идола и вышел из Каабы. В источниках сообщается, что до принятия Ислама, Абу Бакр практиковал ханифизм, и никогда не поклонялся идолам.

### Принятие ислама
Был другом пророка Мухаммада, и четвёртым человеком, принявшим ислам. До него ислам приняла жена Мухаммеда Хадиджа бинт Хувайлид, двоюродный брат Али ибн Абу Талиб и приёмный сын Зейд ибн Хариса. Традиционная арабская историография разделяет лиц, принявших ислам на «до прихода Мухаммада в дом аль-Аркама» (всего 24 человека) и «после дома аль-Аркама» — и Абу Бакр относится к первой группе, к самому тесному кругу последователей Мухаммада. На этом этапе Абу Бакр и сменил своё языческое имя на Абдуллах («раб Божий»). Благодаря своему мягкому и кроткому нраву он способствовал обращению в веру таких выдающихся сподвижников, как Усман ибн Аффан, Тальха ибн Убайдулла, аз-Зубайр ибн аль-Аввам, Саад ибн Абу Ваккас, Абдуррахман ибн Ауф, Усман ибн Мазун и других. Будучи богатейшим членом общины с первых дней её существования, он всячески оказывал ей финансовую поддержку и выкупал рабов-мусульман. Арабские историки крайне трепетно относились к подобным показателям, поскольку именно они обуславливали место того или иного человека в мусульманской общине обществе и уровень дохода.

### Преследование
В течение трех лет после рождения ислама мусульмане хранили свою веру в тайне. В 613 году, согласно исламской традиции, Мухаммаду было повелено Богом открыто призывать людей к исламу. Первое публичное обращение, призывающее людей присягнуть Мухаммаду, было произнесено Абу Бакром. В приступе ярости из-за открытого распространения ислама, юноши из племени курайшитов бросились на Абу Бакра и били его, пока он не потерял сознание. После этого инцидента мать Абу Бакра обратилась в ислам. Абу Бакр много раз подвергался преследованиям со стороны курайшитов.

### Хиджра
Во время хиджры в Медину он укрывал Мухаммеда от преследований и сопровождал в пути. Так, они укрывались от преследователей в пещере Савр в окрестностях Мекки. Поздние историки — особенно шиитского толка — отводили эту роль Али, однако подобная трактовка событий не соответствует действительности.

### Жизнь в Медине
В 624 году он выдал свою дочь Аишу за Мухаммеда и тем самым ещё более сблизился с ним. Свадьба была оговорена ещё в мекканский период; в Медине брак был скреплён фактически. По воспоминаниям самой Аиши, никаких свадебных торжеств не было.
Также принял участие во всех боевых походах пророка Мухаммеда и был знаменосцем в битве при Табуке. Сам он не возглавлял ни одной значительной политической или военной акции — если не считать совершённого в 631 году хаджа и молитв в Медине в последние дни жизни Пророка, когда тот сам уже не мог стоять на минбаре. Когда же Мухаммед скончался, а часть арабов отказалась поверить в его смерть, именно он предотвратил драку в мечети, обратившись к разгорячённым соплеменникам со словами: «О люди! Кто поклоняется Мухаммеду, так [знайте, что] он умер. А кто поклоняется Аллаху — так [знайте, что] он вечен и не умрёт. А Мухаммед — только посланник, до которого были посланники. Неужели вы повернёте назад? Кто поворачивает назад, ничем не навредит Аллаху, а благородным — Аллах воздаст».

## Халифат

### Избрание халифом
Со смертью Мухаммеда в 632 году встал вопрос о новом главе мусульманской общины. Собравшиеся под навесом в квартале рода бану Саида ансары избрали Сада ибн Убаду, но после того, как туда пришли Умар ибн аль-Хаттаб, Абу Убайды и Абу Бакр, халифом избрали последнего. Ансары в споре отстаивали свои права до последнего — так, выносились предложения избрать двух халифов, по одному для мухаджиров и ансаров. Прочие члены общины даже не пытались претендовать на право в выборе нового главы — для них это представлялось немыслимым. Так, во вполне конкретном противостоянии и борьбе за верховную власть, был решён принципиальный вопрос — будет ли сосредоточена в одних руках и военная, и духовная власть.
По мнению шиитов, Абу Бакр узурпировал власть, которая должна была принадлежать Али ибн Абу Талибу. Согласно источникам, Али и другие хашимиты в течение шести месяцев не присягали Абу Бакру. Будучи одним из ближайших сподвижников Пророка, одним из немногих, присутствовавших при его кончине, Абу Бакр мог бы при желании сфальсифицировать завещание Мухаммеда — но не сделал этого. По аналогичной причине он мог объявить себя продолжателем миссии — как это сделали шииты в отношении Али и Хасана — однако не сделал этого. Абу Бакр постоянно подчёркивал, что является всего лишь исполнителем воли Мухаммеда. Для подчёркивания этого статуса он даже принял соответствующий титул — «заместитель посланника Аллаха» — «халифа расуль Аллах», в упрощённом виде халиф.

### Войны с вероотступниками
После смерти пророка Мухаммеда многие племена, некогда обращённые в ислам, отпали, и их пришлось возвращать избранному халифу. Несмотря на начавшиеся на Аравийском полуострове мятежи, Абу Бакр приказал Усаме ибн Зейду готовиться к маршу против Византии, и 26 июня 632 года армия Усамы вышла в поход в направлении северных границ халифата. После отправки в поход отряда Усамы Абу Бакр не мог вести полноценную войну; он начал тянуть время, принимая делегации племён и отправляя к ним своих представителей. Несмотря на это, через три дня после отправки армии Усамы Медина подверглась нападению со стороны групп вероотступников. Нападение удалось отразить, и это событие подняло моральный дух мусульман. Через два с лишним месяца вернулось войско Усамы с победой и большим количеством трофеев, а Абу Бакр, оставив вместо себя в Медине Усаму, решил сразиться с вероотступниками. После победы над ними близ Рамзы он вернулся в Медину.
После своего возвращения в Медину Абу Бакр разделил отдохнувшее войско Усамы на 11 боевых отрядов, командирами которых стали: Халид ибн аль-Валид, Икрима ибн Абу Джахль, Шурахбил ибн Хасан, Мухаджир ибн Абу Умейя, Амр ибн аль-Ас, Халид ибн аль-Валид ибн аль-Ас, Хузайфе ибн Мухсину, Арфаджа ибн Харсама, Тарифа ибн Харджиз, Сувейд ибн Мукаррин, Аль-Ала ибн аль-Хадрами.
Сам Абу Бакр отправился в направлении аль-Абрака, нанёс поражение племенам абс и зубьян и отправился в местечко Бузаха, где находился «лжепророк» Тулайха. Тем временем Халид ибн аль-Валид без боя покорил племя Тай и двинулся в направлении Бузахи. В Бузахе он, понеся потери, разгромил племя фазара. После этого Халид ибн аль-Валид, вернув в ислам асадитов, амиритов и гатафанцев, по приказу халифа двинулся в Битах против Бану Ярбу.
Икрима ибн Абу Джахль отправился в Ямаму, после чего должен был двинуться в Оман и соединиться там с силами Хузайфы ибн Мухсина и Арфаджи ибн Харсамы. После этого они должны были соединиться с войсками Мухаджира ибн Абу Умаййи, который после завершения операции в Йемене должен был подойти к ним со стороны Хадрамаута. Икрима потерпел поражение от племени бану ханифа, к которому принадлежал «лжепророк» Мусайлима. Следовавший за Икримой Шурахбил ибн Хасан решил подождать подкрепления, однако прибывший через некоторое время в Ямаму Халид ибн аль-Валид обнаружил, что Шурахбил ибн Хасан, не дождавшись подкрепления, перешёл в наступление и потерпел поражение. Мусайлима, собрав свои силы, пошёл в наступление на мусульман со стороны Акрабы и Джубайла, однако мусульмане ответили контрнаступлением и нанесли поражение противнику. Сам Мусайлима после неудачной попытки бегства был схвачен и убит.
Мусульманам пришлось столкнуться с трудностями и в Омане. Потеснённые Лакитой аль-Язди мусульманские войска, которыми командовали Джафар и Убада, были вынуждены отступить в горы и на побережье. Абу Бакр отправил в Оман Хузайфу ибн Мухсина, Афраджа ибн Харсама и Икриму ибн Абу Джахля. Мусульмане встретились с войсками под командованием Лакита в Дабе, и если бы не вовремя подоспевшее подкрепление, то они были бы разгромлены. В конце концов мусульманам удалось победить вероотступников и захватить много трофеев.
В Йемен были отправлены Тахир ибн Абу Хала, Мухаджир ибн Абу Умайя и Халид ибн Усаййид. Против взбунтовавшихся племён ук и ашар был послан Тахир ибн Абу Хала. Ему удалось добиться успеха, и после этого Абу Бакр послал его на помощь мусульманам Саны. Мухаджир ибн Абу Умайя вместе с отрядом Икримы установили контроль над Хадрамаутом.
В Бахрейне было два влиятельных племени — племя абдулкайс и бану бакр. Племя абдулкайс сохранило верность исламу, а бану бакр отступило от веры. Посланные в Бахрейн отряды под командованием Ала ибн аль-Хадрами и Джаруда выступили против вероотступников и разгромили их.
Проявляя бескомпромиссность по отношению к отступникам, Абу Бакр в течение года вернул отпавшие от ислама арабские племена.

### Война с Византийской империей и государством Сасанидов
Поскольку Аравия объединилась под единым централизованным государством с грозными вооруженными силами, этот регион теперь можно было рассматривать как потенциальную угрозу соседним Византийской и Сасанидской империям. Предполагается, Абу Бакр, рассудив неизбежность нанесения одной из этих сил упреждающего удара по молодому халифату, решил, что лучше нанести первый удар самому. Независимо от мотивов халифа, в 633 году небольшие силы были отправлены в Ирак и Палестину, захватив несколько городов. Хотя византийцы и сасаниды наверняка нанесут ответный удар, у Абу Бакра были основания для уверенности; две империи были истощены в военном отношении после столетий войн друг против друга, поэтому вполне вероятно, что любые силы, отправленные в Аравию, будут уменьшены и ослаблены.
Однако более существенным преимуществом была эффективность мусульманских бойцов, а также их рвение, последнее из которых частично основывалось на их уверенности в правоте своего дела. Вдобавок мусульмане считали, что общину необходимо защищать любой ценой. Историк Теодор Нёльдеке высказывает несколько противоречивое мнение о том, что этот религиозный пыл был преднамеренно использован для поддержания энтузиазма и импульса уммы:

Несомненно, было хорошей политикой обращать недавно покоренные племена пустыни к внешней цели, в которой они могли бы сразу удовлетворить свою жажду добычи в большом масштабе, сохранить свое воинственное чувство и укрепиться в своей привязанности к новой вере… Сам Мухаммед уже посылал экспедиции через [византийскую] границу и тем самым указал путь своим преемникам. Идти по его стопам было в согласии с самой сокровенной сущностью юного ислама, уже ставшего великим среди грохота оружия.
Хотя Абу Бакр начал эти первоначальные конфликты, которые в конечном итоге привели к исламским завоеваниям Персии и Леванта, он не дожил до завоевания этих регионов исламом, вместо этого оставив задачу своим преемникам.

### Сохранение Корана
Абу Бакр сыграл важную роль в сохранении Корана в письменной форме. Говорят, что после тяжелой победы над Мусайлимой в битве при Ямаме в 632 году Умар увидел, что около пятисот мусульман, выучивших Коран наизусть, были убиты. Опасаясь, что оно может быть утеряно или повреждено, Умар попросил Абу Бакра разрешить составление и сохранение писаний в письменном виде. Поначалу халиф колебался, его цитировали: «Как мы можем делать то, чего не сделал сам Посланник Аллаха, да благословит его Аллах и хранит?». Однако в конце концов он уступил и назначил Зайда ибн Сабита, который ранее служил одним из писцов Мухаммеда, для сбора разрозненных стихов. Фрагменты были извлечены со всех сторон, в том числе из ребер пальмовых ветвей, обрывков кожи, каменных табличек и «из сердец людей». Собранные работы были переписаны на листы и проверены путем сравнения с теми, кто запоминает Коран. Готовый кодекс, названный Мусхаф, был представлен Абу Бакру, который перед смертью завещал его своему преемнику Умару. После собственной смерти Умара Мусхаф был оставлен его дочери Хафсе, которая была одной из жен Мухаммада. Именно этот том, заимствованный у Хафсы, лег в основу книги Усмана. Легендарный прототип, ставший окончательным текстом Корана. Все более поздние издания являются производными от этого оригинала.

## Смерть
Перед битвой при Ярмуке Абу Бакр тяжело заболел и, чувствуя приближение смерти, обратился к ближайшим сподвижникам с предложением выбрать себе нового халифа. Сподвижники, не выдвинув кандидатуру, предложили Абу Бакру самому назначить преемника. Тогда Абу Бакр предложил обсудить кандидатуру Умара ибн аль-Хаттаба, и подавляющее большинство поддержало это предложение. Об избрании нового халифа объявили публично, и народ поддержал этот выбор. Халиф Абу Бакр умер 23 августа 634 года — дожив, как и Мухаммад, до 63 лет, что арабские классические историки подчёркивают как особую награду за благочестие. В завещании, оставленном Абу Бакром, 1/5 часть его собственного земельного участка возле Медины, всё личное имущество и денежные средства были переданы
государству в качестве пожертвования. Абу Бакра похоронили в комнате Аиши возле пророка Мухаммада.

## Характер
Абу Бакр был мягким человеком, лишённым властолюбия. Согласно классической арабской историографии вообще и воспоминаниям Аиши в частности, он вёл необычайно скромный образ жизни; источником его существования были лишь земельный участок возле Медины и скудное жалованье.
Абу Бакр всячески подчёркивал, что является исполнителем заветов пророка Мухаммада и не вносит ничего нового.